# Melitaea nigralba
Melitaea nigralba är en fjärilsart som beskrevs av Febvay du Couedic 1934. Melitaea nigralba ingår i släktet Melitaea och familjen praktfjärilar. Inga underarter finns listade i Catalogue of Life.